# ランキンランキン

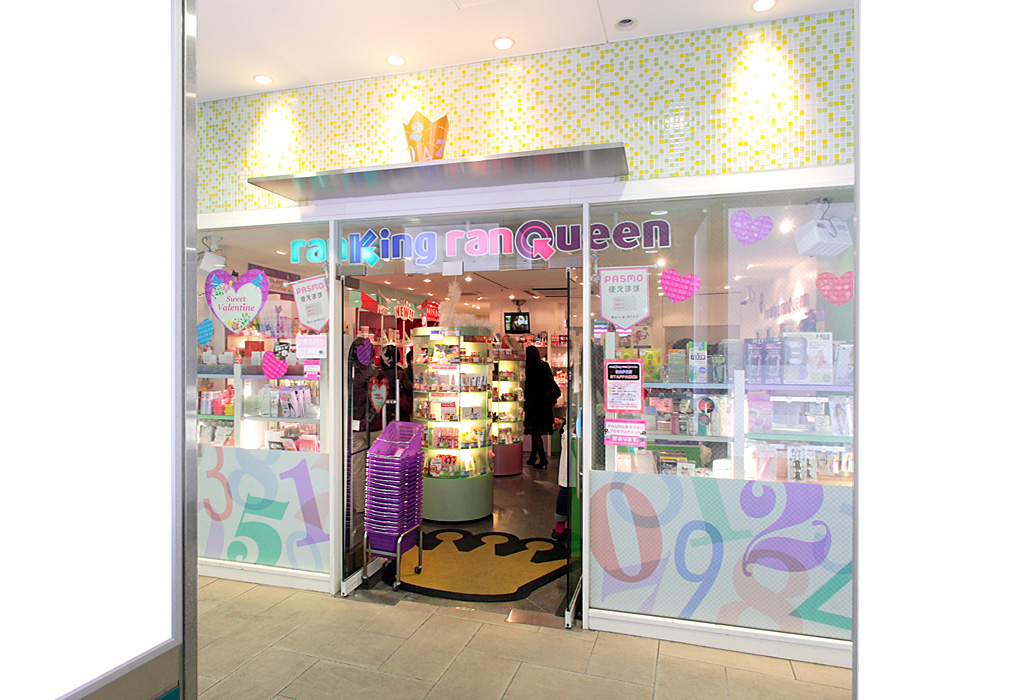
ランキンランキン自由が丘店
自由が丘駅・駅fiabefog

『ランキンランキン (ranKing ranQueen)』は東京急行電鉄 (東急)渋谷駅・自由が丘駅などに展開する「流行」をテーマとした新スタイルの店舗である。2001年のオープン当初は東京急行電鉄の事業として行われたが、駅という多くの人が交わる空間を、流行の最先端として捉え東急レクリエーションが事業を展開する。
「TOKYUポイント」「PASMO電子マネーTOKYUポイント」の加盟店。

## 概要
東急ハンズなど、東急グループの店舗や流通各社が制作する分野別の売上ランキングや「ランキング調査会社」より提供されるデータを基に、それらの上位、つまり流行品といえる（上位にranKing（ランキング）する）製品と、今後流行する（ranQueen（ランクイン）する）ことが予想される新商品・注目商品のみ店舗におく。
2007年頃までは静岡県浜松市、北海道札幌市等、東急電鉄沿線以外の各地に積極的に出店をしていたが、2010年頃から店舗の閉鎖が相次いだ。
2011年5月、東京急行電鉄から東急レクリエーションへの事業譲渡が発表され、同1日より同社での運営を開始した。当時、同社はシネマコンプレックスを中心とする映像事業に始まり、ボウリング場やフットサル場などのスポーツ・レジャー事業等様々な「エンターテインメント」事業を展開しており、ランキンランキン事業はこれら既存事業との親和性が高いとしている。また、当該事業自身の収益性やブランド力向上を図ることにより事業の幅を更に広げることが可能になると判断し、今後は当社既存事業と連携することにより、競合との差別化や収益力強化を図っていくと述べていた。

## 歴史
- 2001年7月 - 東京急行電鉄の新規事業として、渋谷駅にランキンランキン1号店をオープン。
- 2002年12月1日 - 東日本旅客鉄道（JR東日本）との連携で2号店として、新宿駅構内に店舗を構える。同時にJR東日本グループのコンビニエンスストアである「NEWDAYS」によるランキング情報を運用[2]。
- 2011年5月1日 - 東京急行電鉄より東急レクリエーションに事業譲渡。
- 2012年5月22日 - 東京スカイツリータウンの商業施設東京ソラマチで、東武商事が運営する東京スカイツリー公認ライセンス商品ショップをランキンランキン初のコラボレートショップ「One Two Tree! with ranKing ranQueen」として開業。

## 店舗

### 現在の店舗
2020年4月時点で、渋谷駅コンコースの「PickUpランキン 渋谷ちかみち」と、中国・上海市の「上海南京東路店」の2店舗のみとなっている。

### 閉店した店舗一覧
- 大手町店

2004年12月オープン、2010年2月16日閉店。大手町ビルヂング地下2階にあった。
- 上大岡店

2005年4月オープン、2007年7月閉店。京急百貨店内にあった。
- 福岡天神店

2005年4月オープン、2010年10月11日閉店。天神地下街内にあった。
- 東武北千住店（初代）

2005年6月オープン、2011年3月6日閉店。東武伊勢崎線（愛称: 東武スカイツリーライン）・東京メトロ日比谷線北千住駅2階コンコース内にあった。跡地にはヴィ・ド・フランスが2011年9月に開業。
- 東武北千住店（2代）

2013年3月27日オープン、2018年9月14日閉店。地下1階の東京メトロ千代田線・常磐緩行線ホームとの北側の連絡通路にあったトウブドラッグ跡地に出店していた。
- 新宿ミロードモザイク通り店

2006年11月オープン、2011年1月9日閉店。新宿ミロードモザイク通りにあり、この頃は新宿駅周辺に新宿店と2店舗存在していた。
- 自由が丘店

2002年12月7日、3号店として自由が丘駅の正面口奥でオープン（当時は北口改札未設置）。のち北口改札横に移転。2019年12月5日閉店。跡地には同年12月16日に東急百貨店がShinQsビューティー パレット 自由が丘店を開店した。
- 自由が丘南口店

2007年4月オープン、2010年11月12日閉店。自由が丘南口店があった頃は自由が丘駅に2店舗存在していた。
- 浜松アップ・オン店

2007年4月オープン、2009年12月26日閉店。新浜松駅高架橋下の「アップ・オン」（遠鉄百貨店）内にあった。
- さっぽろ地下街店

2007年12月オープン、2010年6月4日閉店。さっぽろ地下街内にあった。
- 池袋店

2008年4月18日オープン、2011年2月6日閉店。東武ホープセンター内にあった。
- 渋谷店

2001年4月にオープンした1号店で、渋谷駅コンコース（建物としては東急百貨店東横店内）にあった。東急百貨店東横店改装工事に伴い、2013年1月31日に閉店した。
- 新宿店

2002年12月1日にオープンした2号店で、新宿駅東口にあった。前述のとおり、東急直営ではなくJR東日本との業務提携により運営されていた。2014年10月15日閉店。
- One Two Tree! with ranKing ranQueen

2012年5月22日、東京ソラマチにオープン。東武鉄道との業務提携による運営だった。
- ekimoなんば店

2013年10月31日、関西初の店舗としてオーブン 。2017年1月31日をもって閉店した。御堂筋線なんば駅北改札近くのekimoなんばにあり、近鉄・阪神の大阪難波駅に通じる階段やエスカレーターに近かった。
- 新横浜店

2017年11月10日オープン、2019年12月13日閉店。
- あざみ野店

2004年11月20日にオープン、2018年6月16日に閉店。

### 期間限定店舗一覧
- 2004年3月ほか全3回…名古屋星が丘テラス
- 2004年10月…横浜クイーンズスクエア横浜
- 2005年8月ほか全2回…仙台さくら野百貨店
- 2006年1月…有楽町阪急百貨店
- 2006年4月…名古屋サンシャイン栄
- 2006年11月…渋谷郵便局（ポスタルランキンとして営業）
- 2012年7月12日 - 8月8日…渋谷ヒカリエ内、ShinQs